# 経済特区
経済特区（けいざいとっく）とは、経済発展のために法的かつ特別な地位を与えられている地域を指す。特別経済区ならびに経済特別区、自由経済区とも称される。
英語では "Special Economic Zone" (SEZ) で、ロシア語では「Особая экономическая зона」となる。
インド・韓国・シンガポール・フィリピン・カンボジア・ラオス・セネガル共和国などにおいても経済特区や保税区が設置されている。日本においても小泉内閣の構造改革政策の一環として、全国の地方自治体に「構造改革特別区域」が設置され、その後もスーパー特区など様々な特区がつくられている。また、1981年に当時のマーガレット・サッチャーによってイギリスでも経済特区に似たエンタープライズゾーンがコービィ(Corby)で設置され、アメリカでもエンタープライズゾーン法が提出された。

## 中国

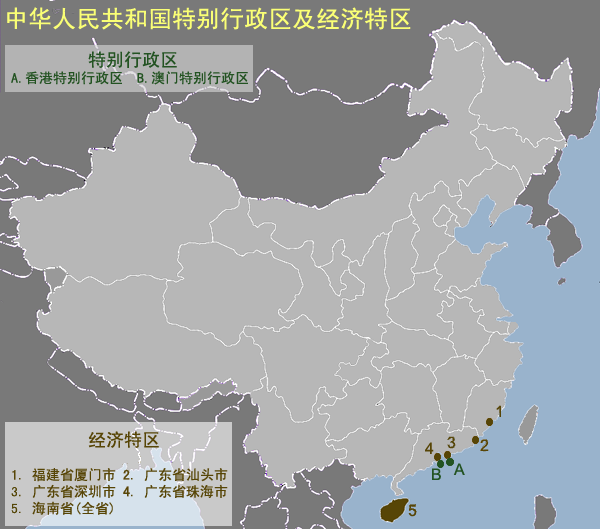
中華人民共和国の経済特区
1：廈門、2：汕頭、3：深圳、4：珠海、5：海南省
A：香港、B：マカオ

中華人民共和国では1978年に設置されたのが最初である。中華人民共和国においては、外国の資本や技術の導入が認められている特別地域をさす。
1978年から始まった改革開放政策の一環として設置され、さかんに外国企業が進出し、工業・商業・金融業などが発展した。
1984年には、経済特区に続く対外開放政策として、上海等に代表される14の沿海都市が「経済技術開発区」に指定された。経済特区と、上海等の開放都市との違いは、域内外への往来が、さながら国境並みに厳重に管理されており、一般の中国人が自由に往来できない点である。また、深圳では香港の新聞も入手できるなど、ほかの中国の地域とは明らかに異なった特徴を見せる。

### 中国の経済特区に指定された都市・地域
1979年
- 深圳 - 香港に隣接する。
- 珠海 - マカオに隣接する。
- 汕頭 - 華僑が多く、海外との交流が密接である。
- 廈門 - 台湾の対岸に位置する。

1988年
- 海南省 - 広東省の一行政区から昇格。全域が経済特区に指定される。

### 中国経済特区の特色
中国の改革開放政策の一環として設置されたのが経済特区であり、中国の経済発展を支えてきた。進出する外国企業に対する輸出入関税の免除、所得税の3年間の据え置きなどの優遇措置を実施するとともに、賃金や人事管理制度の改革、企業の経営自主権の保障など経済体制改革の試みが実施されている。
経済特区は輸出加工区としてだけでなく、金融、観光、商業など、さまざまな分野において発展してきた。経済特区は、外資に対する税制優遇を行っている。このような優遇措置が外資をひきつけ、安価な労働力を求めて、台湾資本や香港資本が特区やその周辺に生産拠点を移した。
その後上海等の沿岸都市が経済技術開発区に指定され、その後内陸部にも開放政策が広まったため、経済特区の存在意義が薄れてきている。とはいえ、経済特区が中国の高度成長を支えてきたのは事実であり、深圳のように、香港を追い抜くほどの勢いがあるハイテク都市を生み出した。
中国の開放政策が全国規模で広まるにつれ、経済特区や地域経済間の競争が激化している。経済特区とその他の経済地域との違いは、外資から第二次産業だけではなく、第三次産業を積極的に導入している点である。

## 各国の経済特区
- 日本
  - 構造改革特別区域
  - 総合特別区域
  - 国家戦略特別区域

- セネガル共和国
  - ディアッセ日系企業専用経済特区
- 朝鮮民主主義人民共和国
  - 羅先特別市

- アラブ首長国連邦
  - ジュベル・アリ・フリーゾーン

- ロシア連邦
  - カリーニングラード

- フィリピン共和国
  - スービック経済特別区
  - クラーク経済特別区

- カンボジア王国
  - プノンペン経済特別区

- ラオス人民民主共和国
  - サワン-セノ経済特別区